# Jamalac
Syzygium samarangense · Jambose
Espèce
Synonymes
- Eugenia javanica Lam.[2] [3] [4]
- Eugenia samarangensis (Blume) O.Berg[2]
- Jambosa javanica (Lam.) K.Schum. & Lauterb.[2]
- Jambosa samarangensis (Blume) DC.[2]
- Myrtus javanica (Lam.) Blume[2]
- Myrtus samarangensis Blume[2] [4]
- Syzygium samarangense var. parviflorum (Craib) Chantaran. & J.Parn.[2]

Le jamalac, jamalaquier ou jambose, en nom binominal Syzygium samarangense, est une espèce de plantes à fleurs de la famille des Myrtaceae. C’est un arbre fruitier tropical originaire de Semarang en Indonésie. Il peut atteindre 10 mètres de hauteur.

## Dénominations
Le fruit est également désigné sous le nom de jamalac. En anglais, il peut porter divers noms : wax apple, wax jambu ou encore rose apple, et en raison de sa forme de cloche, on l’appelle aussi parfois bell fruit. En chinois, il est appelé surtout liánwù (orthographié le plus souvent 莲雾, mais aussi parfois 琏雾), mais on le connaît aussi sous divers autres noms : 辇雾 niǎnwù, 洋蒲桃 yángpútáo, 爪哇蒲桃 zhǎowā pútáo. Sur les marchés de Phnom-Penh, la jambose est vendue sous le nom de chompou (ជម្ពូ).
Au Vietnam, on le nomme roi dans le nord et mận dans le sud.

## Description
Son fruit, de forme conique, a la peau rose et une chair blanche très croquante. Son goût est peu parfumé, principalement acidulé et légèrement sucré. Il se développe en grappe au bout des branches.

## Consommation
Le fruit est le plus souvent consommé frais. Il n'a pas besoin d'être pelé. Il suffit de le débarrasser de son pédoncule et éventuellement du cœur cotonneux, comestible mais sans goût. Il peut éventuellement entrer dans la composition de plats cuisinés ou de salades. Frais, il est très consommé à Taïwan.

## Liste des variétés
Selon Tropicos (29 octobre 2017) :
- variété Syzygium samarangense var. parviflorum (Craib) Chantar. & J. Parn.

## Galerie

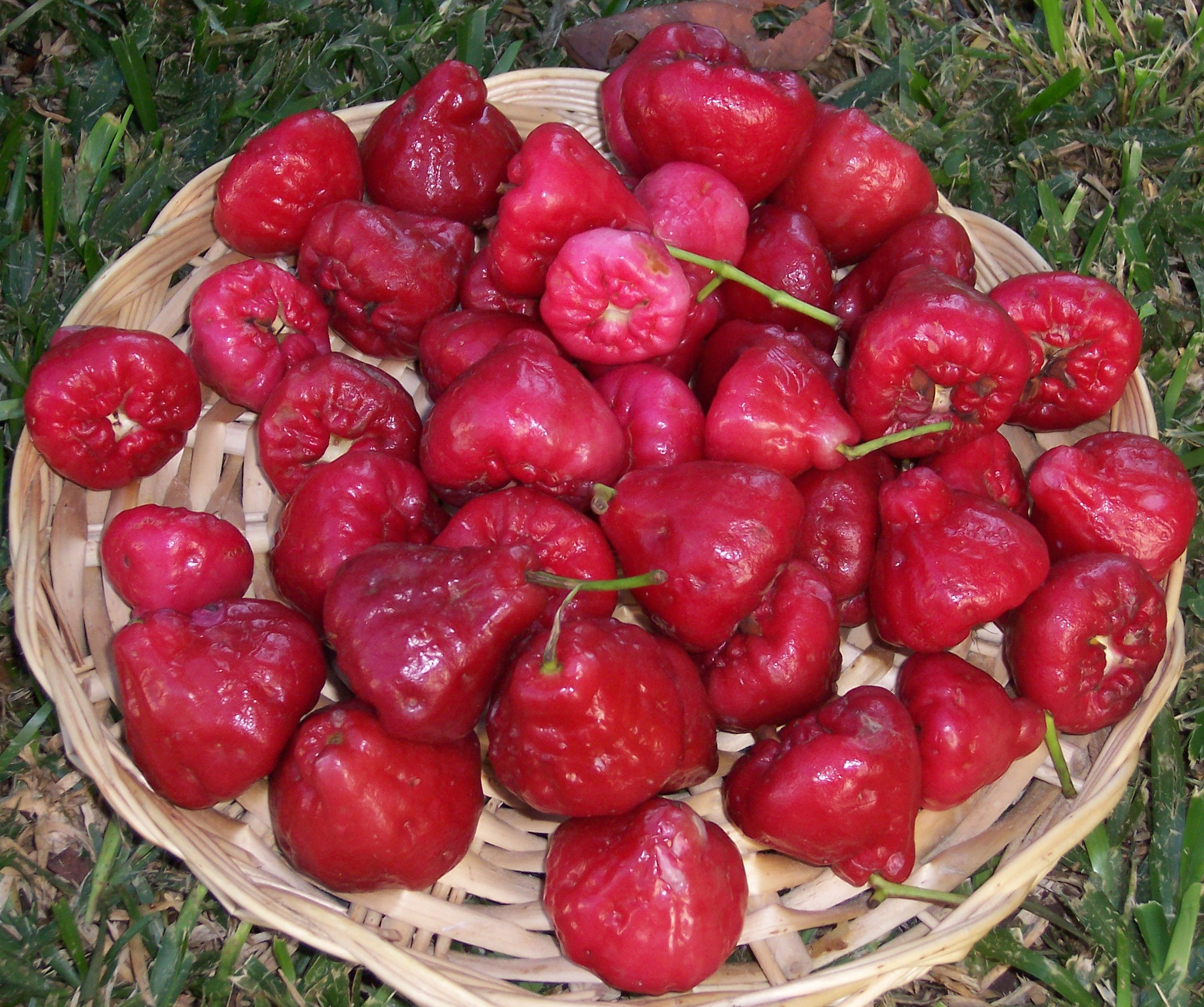
Fruits du jamalac dans un panier.
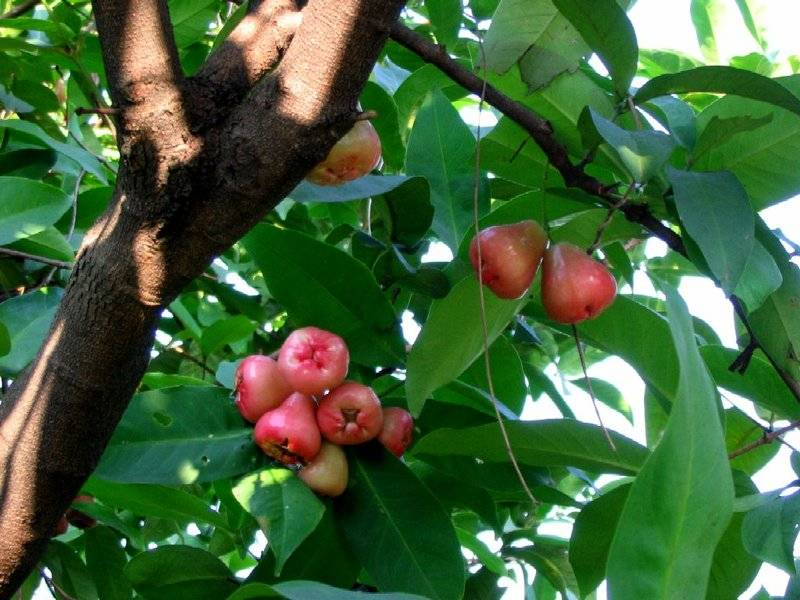
Fruits sur l'arbre à Taïwan.
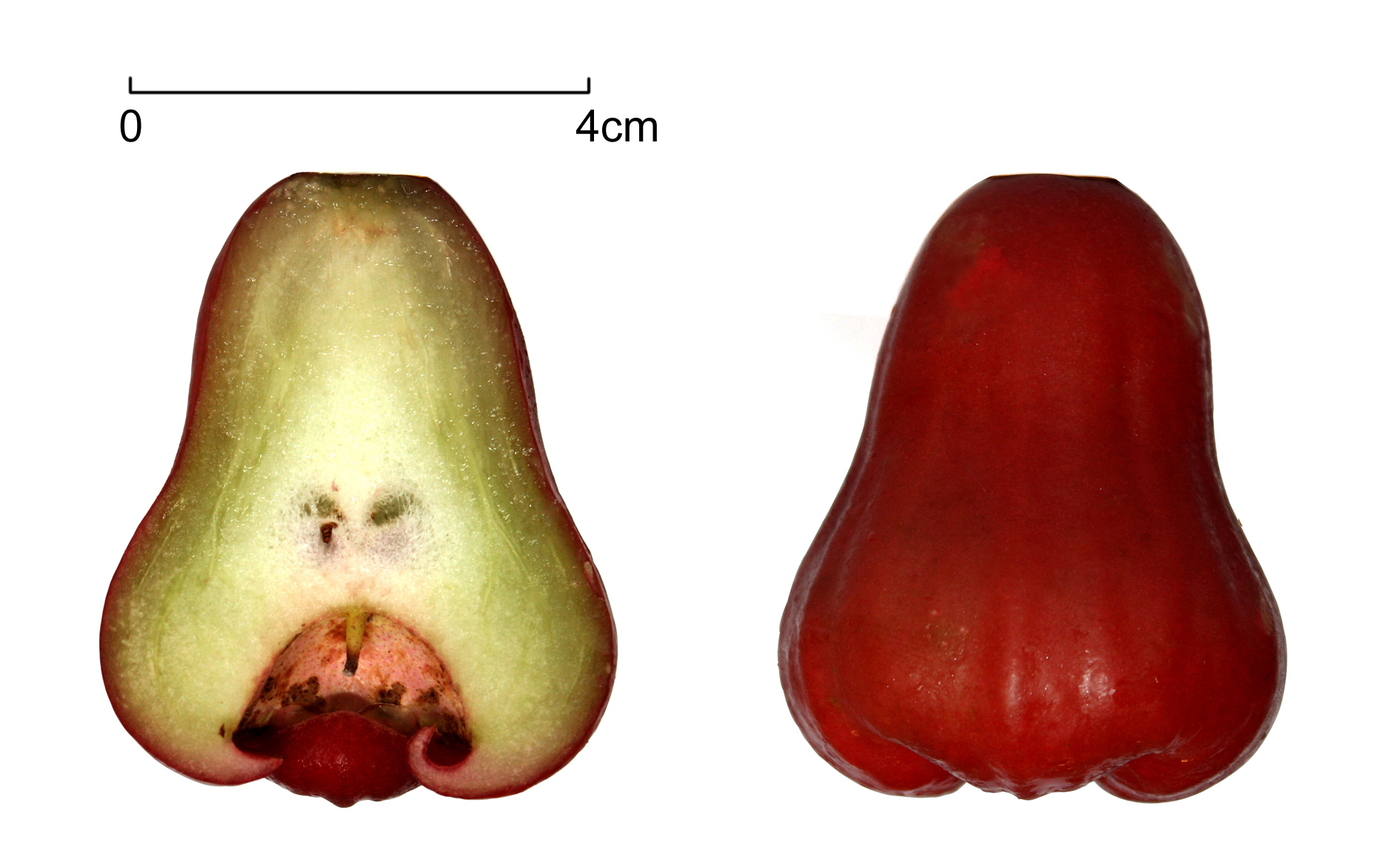
Plan de coupe du fruit.
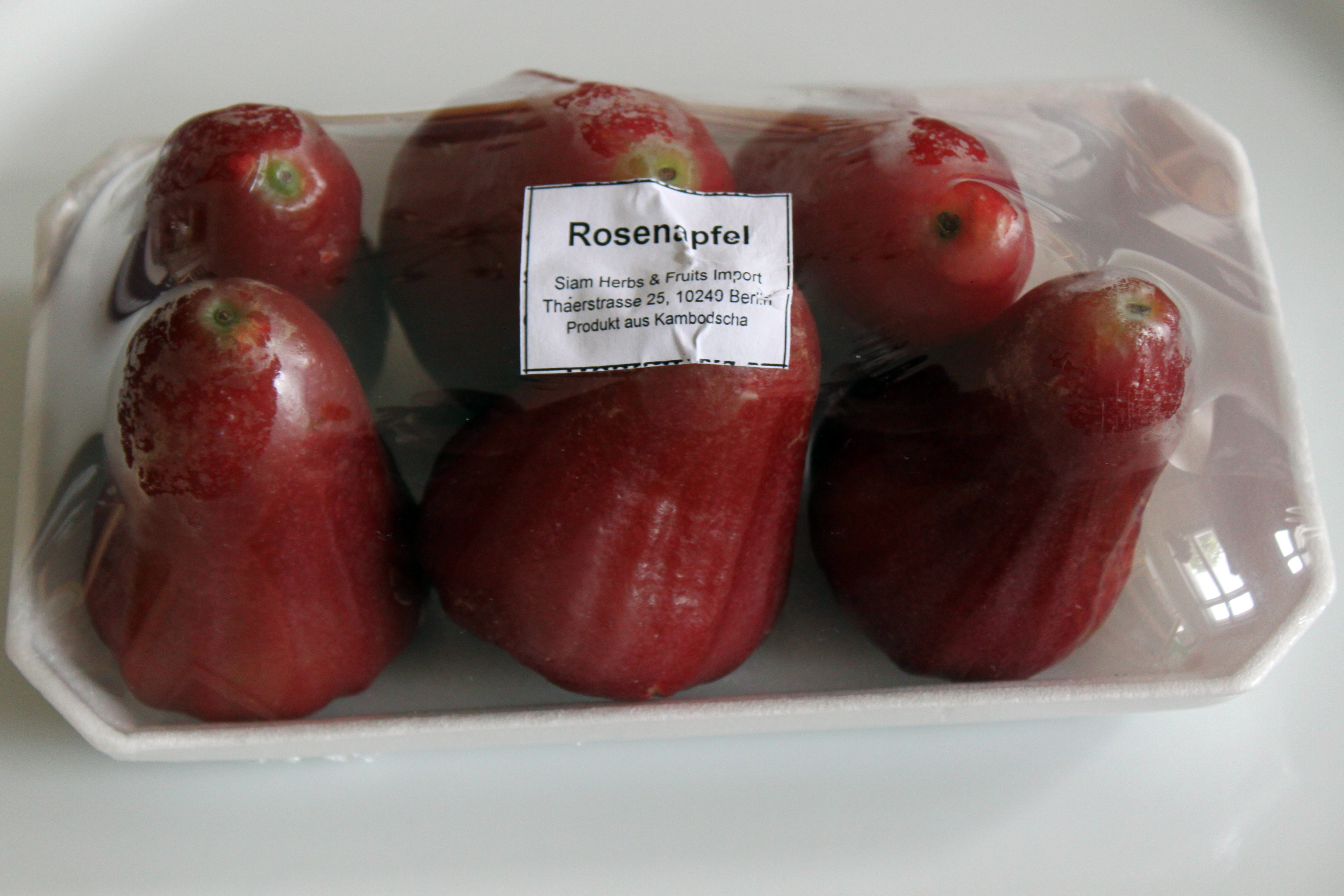
Fruit du jamalac emballé pour la vente dans une boutique.
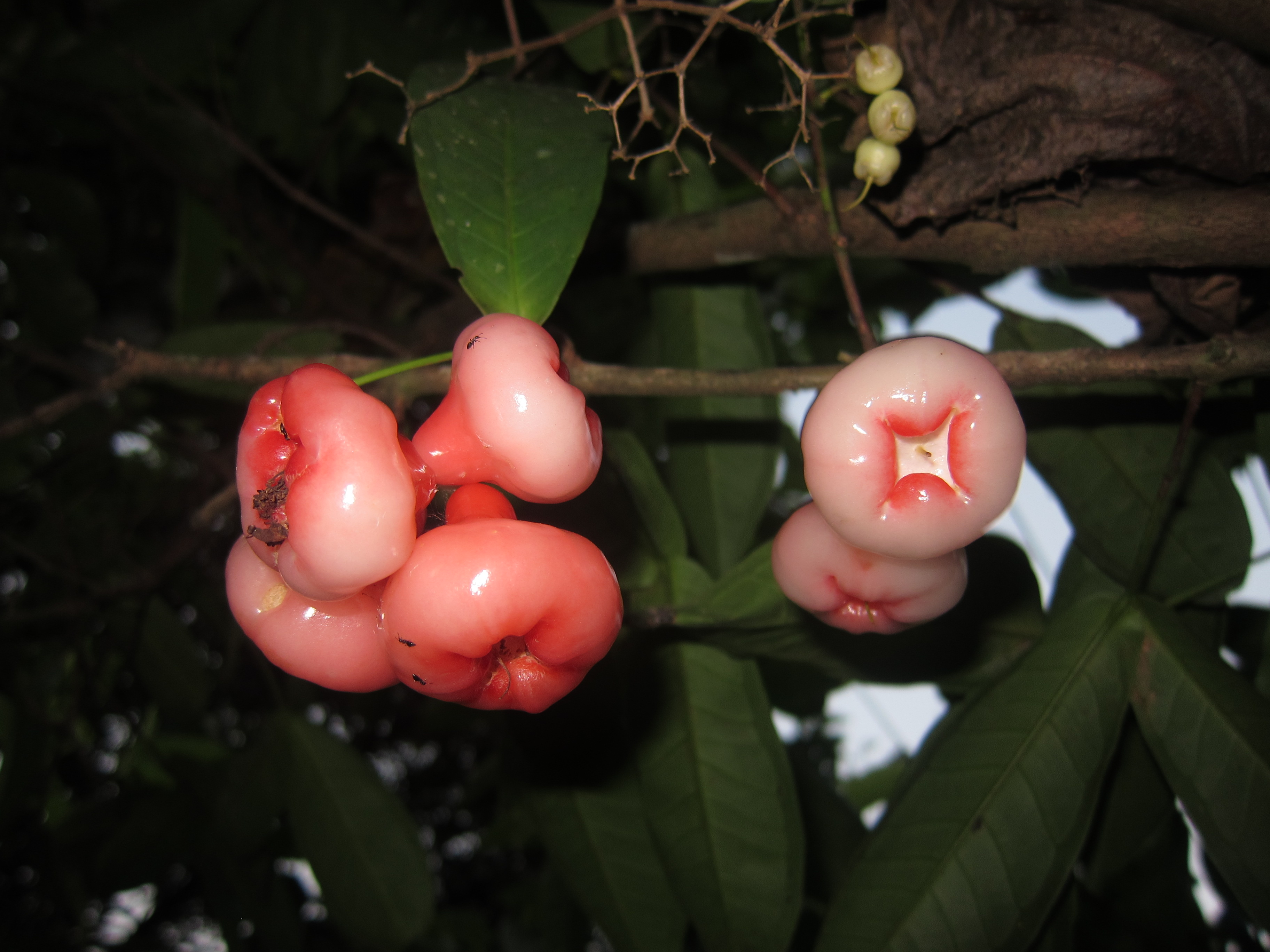
Fruit dans un arbre.
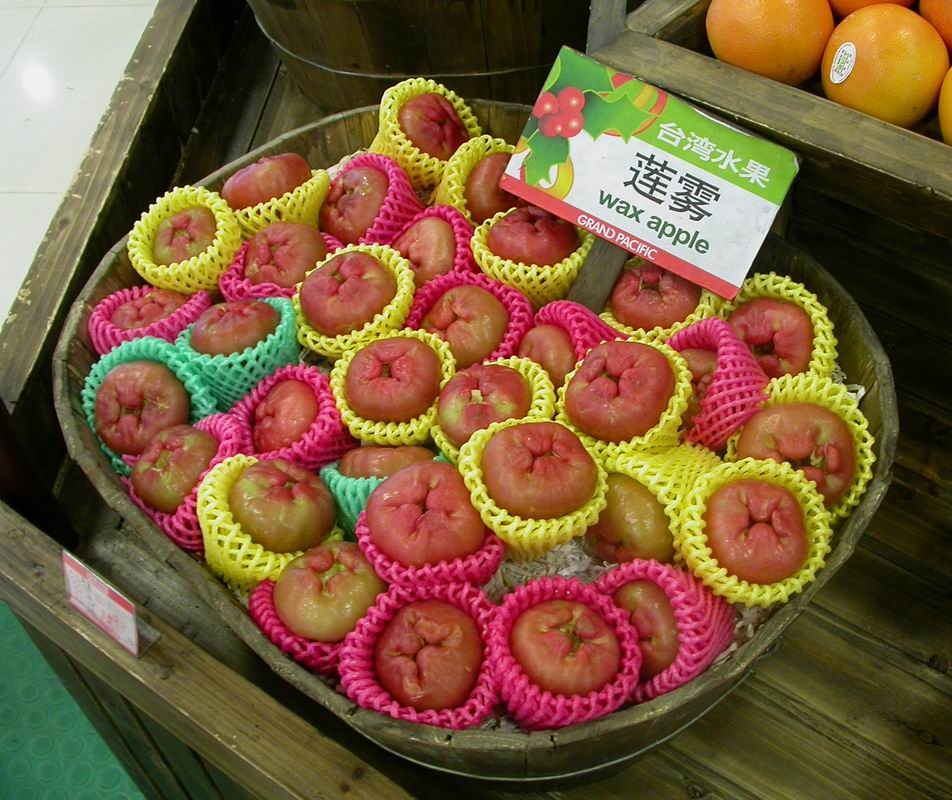
Stock de fruits du jamalac à vendre dans une épicerie de Pékin.